# Cyril Záborec
Cyril Záborec (25. srpna 1887 Obecnice – 9. června 1960) byl český a československý odborový funkcionář a politik, meziválečný senátor Národního shromáždění ČSR za Národní sjednocení.

## Biografie
Původním povoláním byl horníkem. Zpočátku byl členem sociální demokracie, ale s touto stranou se později rozešel a vstoupil do Národního sdružení napojeného na Československou národní demokracii. Od roku 1930 byl tajemníkem hornické sekce této odborové organizace.
Profesí byl tajemníkem Národního sdružení (pravicová odborová organizace) v Radvanicích.
V parlamentních volbách v roce 1935 získal senátorské křeslo v Národním shromáždění za Národní sjednocení. V senátu setrval do jeho zrušení v roce 1939, přičemž krátce předtím ještě v prosinci 1938 přestoupil do nově vzniklé Strany národní jednoty.
Za okupace byl členem výboru Národního souručenství.